# 제임스 폭스 (가수)
제임스 폭스(James Fox, 1976년 4월 6일 ~ )는 웨일스의 가수이다.